# 1,12-diclorododecano
El 1,12-diclorododecano, llamado también dicloruro de dodecametileno, es un compuesto orgánico de fórmula molecular C12H24Cl2. Es un haloalcano lineal de doce carbonos con dos átomos de cloro unidos respectivamente a cada uno de los carbonos terminales.

## Propiedades físicas y químicas
A 25 °C, el 1,12-diclorododecano se presenta como cristales blancos fundentes, ya que su punto de fusión es 29 °C. Como líquido es incoloro y con un olor característico, siendo su punto de ebullición 299 °C.
Posee una densidad inferior a la del agua, ρ = 0,953 g/cm³.
El valor del logaritmo de su coeficiente de reparto, logP = 6,58, indica que es mucho más soluble en disolventes apolares —como el 1-octanol— que en disolventes polares, siendo prácticamente insoluble en agua.
En cuanto a su estabilidad química, es incompatible con agentes oxidantes fuertes.

## Síntesis
El 1,12-diclorododecano se puede preparar por reducción catalítica de 1-bromo-6-clorohexano y 1-cloro-6-iodohexano usando níquel(I)salen. El rendimiento es elevado (91% - 92%), formándose como subproductos 1-clorohexano y 6-cloro-1-hexeno.
Otra vía de síntesis es por hidrólisis de Kolbe del ácido 7-cloroheptanoico: se utilizan electrodos de titanio chapados de platino, metanol como disolvente y una pequeña cantidad de sodio metálico. El producto se acidifica luego con ácido clorhídrico.
También es posible obtener este cloroalcano por descarboxilación térmica de biscloroformatos. A partir del 1,12-dodecanodiil dicarbonoclorhidrato y usando cloruro de hexabutilguanidinio como catalizador, se obtiene 1,12-diclorododecano. El rendimiento es del 88%.

## Usos
El tratamiento de 1,12-diclorododecano con cianuro de potasio en dimetilformamida (DMF) sirve para obtener tetradecanodinitrilo. A una temperatura de 130 - 140 °C durante 10 horas se consigue un rendimiento del 73%.
El 1,12-diclorododecano se utiliza para la síntesis de compuestos de bis-piridinio, útiles como agentes antibacterianos y antifúngicos.
Asimismo se puede usar como monómero en la producción de polímeros de aminas reticulados que se emplean para unir y eliminar sales biliares del tracto gastrointestinal; estos polímeros sirven para tratar afecciones como hipercolesterolemia, diabetes, prurito o síndrome del intestino irritable.
En este sentido, puede utilizarse también en la fabricación de polímeros o copolímeros en sensores de humedad que detectan y determinan la humedad atmosférica.

## Precauciones
El 1,12-diclorododecano es un compuesto combustible, siendo su punto de inflamabilidad 168 °C y su temperatura de autoignición 210 °C. Al arder pueden generarse gases tóxicos e irritantes. El contacto con este producto provoca irritación en piel y ojos.